# Зауральна сільська рада
Заура́льна сільська рада (рос. Зауральный сельский совет) — сільське поселення у складі Оренбурзького району Оренбурзької області Росії.
Адміністративний центр — селище Зауральний.

## Населення
Населення — 1203 особи (2019; 1115 в 2010, 1097 у 2002).

## Склад
До складу сільської ради входять:
| Населений пункт    | Населення, осіб (2002) | Населення, осіб (2010) |
| ------------------ | ---------------------- | ---------------------- |
| Западний, селище   | 34                     | 28                     |
| Зауральний, селище | 1063                   | 1087                   |